# Julius Kühn
Pour les articles homonymes, voir Kuhn.
Ne pas confondre avec le handballeur allemand Julius Kühn.
Julius Kühn, né le 23 octobre 1825 à Pulsnitz et mort le 14 avril 1910 à Halle en province de Saxe, est un ingénieur agronome et botaniste saxon.

## Biographie

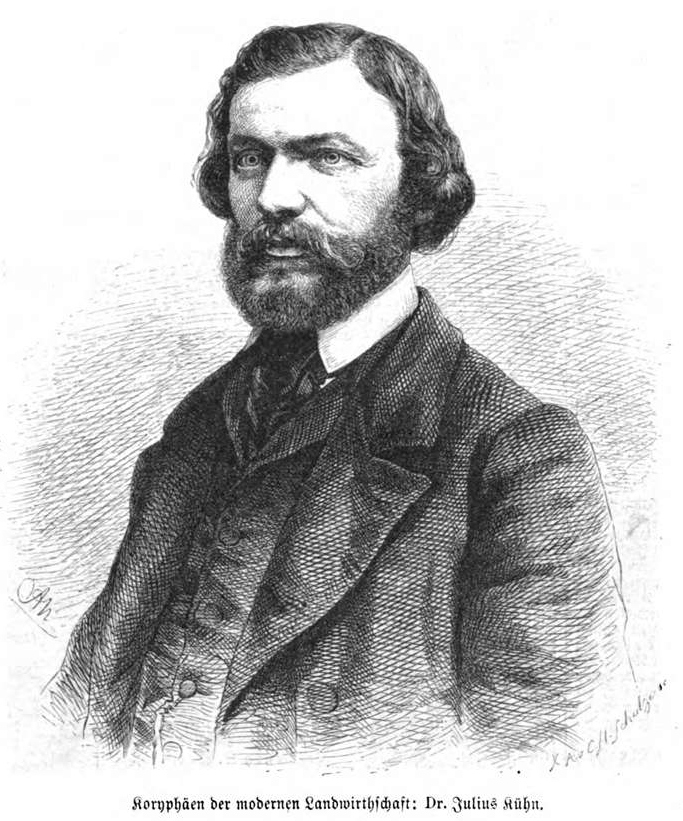
Julius Kühn en 1871.

Julius Kühn a commencé des études supérieures à l'université technique de Dresde en 1839. En tant qu'apprenti, il devint adjoint d'une exploitation agricole. De 1848 à 1855, il était responsable et direcetur d'exploitation à Bunzlau (auj. Bolesławiec) en  Basse-Silésie. Durant ce temps, il a étudié intensivement les maladies des cultures arables avec l'aide d'un microscope et a publié plusieurs articles à ce sujet.
En 1856, il étudie à l'université de Leipzig, les maladies de la betterave
En 1862, il est nommé professeur à l'université de Halle. Il publia plus de 70 articles sur le thème de la mycologie.
Julius Kühn est considéré avec son compatriote Albert Thaer comme les deux grands réformateurs de l'agriculture moderne et de la recherche en agronomie. Julius Kühn était membre de l'Académie des sciences. Il était également membre de l'ordre de l'Aigle rouge 2e classe, ordre de François-Joseph et ordre royal d'Albert le Valeureux Roi de Saxonie; membre de l'Académie des sciences Leopoldina. Un institut porte son nom Institut Julius Kühn Centre fédéral de recherche pour les plantes cultivées à Quedlinbourg en Saxe-Anhalt.
Il a laissé son patronyme comme nom botanique.